# 1903 en science
| Années de la science : 1900 - 1901 - 1902 - 1903 - 1904 - 1905 - 1906    |
| Décennies de la science : 1870 - 1880 - 1890 - 1900 - 1910 - 1920 - 1930 |

Cet article présente les faits marquants de l'année 1903 en science.

## Événements
- 21 mars (8 mars du calendrier julien) : le botaniste russe Mikhail Tswett expose les principes de la chromatographie lors d'une réunion de la Société des naturalistes de Varsovie[1].
- 23-30 avril : Ivan Pavlov démontre le conditionnement de la salivation d'un chien lors du quatorzième congrès mondial de médecine de Madrid[2].
- 28 juin : fondation du Deutsches Museum lors d'une conférence de l'association des ingénieurs allemands (de) à l'initiative d'Oskar von Miller[3].
- 15 août : départ du Havre de la première expédition de Charcot en Antarctique[4].
- 1er octobre : à la suite d'une déclaration de George Darwin, le physicien irlandais John Joly publie un article dans Nature intitulé Radium and the geological age of the earth dans lequel il envisage la possibilité d'utiliser le radium pour calculer l'âge de la Terre[5].

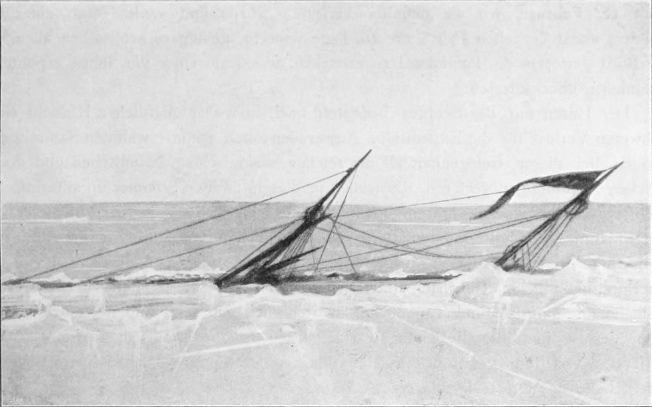
L’Antarctic, le navire de l'expédition antarctique suédoise fait naufrage le 12 février 1903.

- 7 novembre : les membres de l’expédition antarctique suédoise d’Otto Nordenskjöld sont secourus sur l’île Paulet par le navire argentin l’Uruguay après avoir été bloqués plusieurs mois par les glaces et la perte de leur bateau l’Antarctic[6].
- 8 novembre : l'archéologue espagnol Hermilio Alcalde del Río (es) découvre la grotte du Castillo située sur le mont Castillo à Puente Viesgo en Cantabrie[7].
- Le zoologiste russe Konstantin Satunin (en) décrit le Hamster de Roborovski découvert dans les steppes mongoles[8].
- Le teuthologue allemand Carl Chun décrit pour la première fois le vampire des abysses, un céphalopode qu'il identifié par erreur comme une pieuvre[9].
- Fondation à Londres de la Society for the Preservation of the Wild Fauna of the Empire[10].

### Technologie
- Février : le physicien américain Robert Williams Wood décrit son invention du filtre ultraviolet, à l'origine des lampes dites à lumière noire[11].

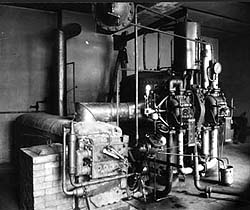
Turbine à gaz conçue par Ægidius Elling (version améliorée de son brevet de 1903), installée chez Christiania Seildugsfabrikk.

- 27 juin : l'ingénieur norvégien Ægidius Elling met au point la première turbine à gaz dotée d'un compresseur centrifuge[12].
- 10 novembre : l'inventrice américaine Mary Anderson obtient un brevet pour un essuie-glace[13].
- 17 décembre : les frères Lumière obtiennent un brevet pour des plaques photographiques autochromes, premier procédé de photographie en couleur[14].
- Le chimiste français Édouard Bénédictus invente par hasard le verre feuilleté[15].

## Publications
- Constantin Tsiolkovski : Exploration des espaces cosmiques par des engins à réaction.
- Aurel Stodola : Die Dampfturbinen und ihre Aussichten als Wärmekraftmaschinen und über die Gasturbine

## Prix
- 17 décembre : Prix Nobel

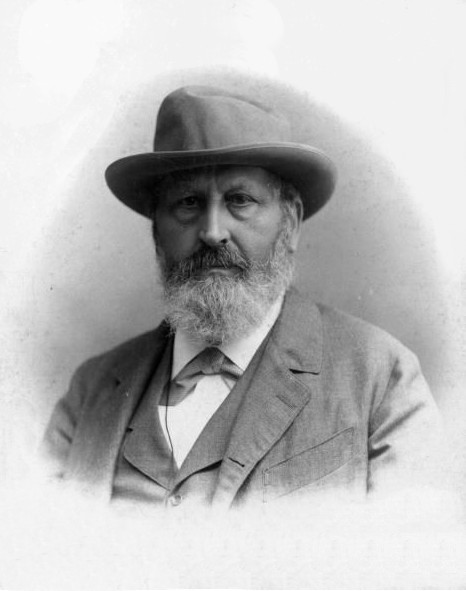
Eduard Suess

  - Physique :  Antoine Henri Becquerel, Pierre Curie, Marie Curie pour leurs travaux sur la radioactivité.
  - Chimie : Svante August Arrhenius (suédois) pour sa théorie de la dissociation électrolytique.
  - Physiologie ou médecine : Niels Ryberg Finsen (Danois)
- Médailles de la Royal Society
  - Médaille Copley : Eduard Suess
  - Médaille Davy : Pierre Curie et Marie Curie
  - Médaille Hughes : William Hittorf (en)
  - Médaille royale : David Gill, Horace Tabberer Brown
- Médailles de la Geological Society of London
  - Médaille Lyell : Frederick William Rudler
  - Médaille Murchison : Charles Callaway (en)
  - Médaille Wollaston : Heinrich Rosenbusch (en)
- Prix Jules-Janssen (astronomie) : Michel Giacobini
- Médaille Linnéenne : Mordecai Cubitt Cooke

## Naissances
- 8 janvier :

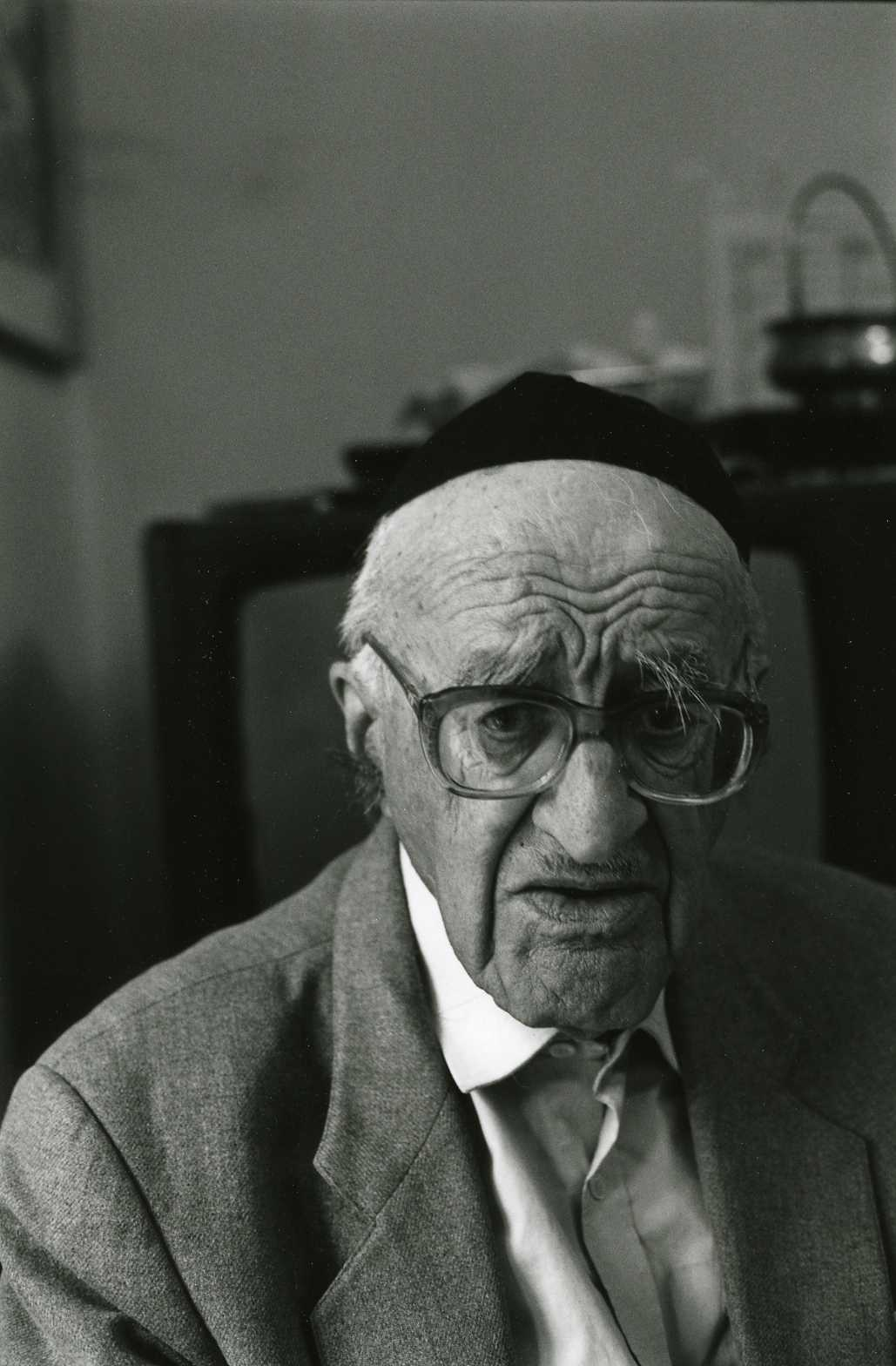
Yeshayahou Leibowitz

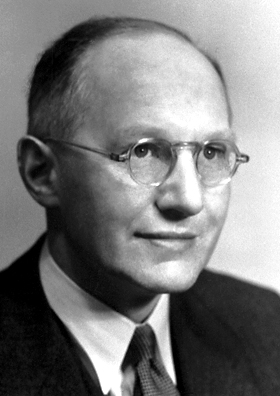
Ernest Walton

  - Thomas Maxwell Harris (mort en 1983), botaniste britannique.
  - Igor Kourtchatov (mort en 1960), physicien soviétique.
- 22 janvier : Fritz Houtermans (mort en 1966), physicien germano-austro-néerlandais.
- 27 janvier :
  - John Carew Eccles (mort en 1997), neurophysiologiste australien, prix Nobel de physiologie ou médecine en 1963.
  - Howard Percy Robertson (mort en 1961), mathématicien et cosmologiste américain.
- 29 janvier : Yeshayahou Leibowitz (mort en 1994), chimiste, philosophe et écrivain israélien.
- 4 février : Oliver Graham Sutton (mort en 1977), mathématicien et météorologue britannique.
- 7 février : Grigori Beï-Bienko, entomologiste soviétique († 3 novembre 1971).
- 8 février : Pierre Demargne (mort en 2000), historien et archéologue français.
- 10 février : Antonio García y Bellido (mort en 1972), archéologue et historien d’art espagnol.
- 26 février : Giulio Natta (mort en 1979), chimiste italien, prix Nobel de chimie en 1963.
- 16 mars : Henri Lhote (mort en 1991), préhistorien français.
- 21 mars : William Christopher Hayes (mort en 1963), égyptologue américain.
- 24 mars : Adolf Friedrich Johann Butenandt (mort en 1995), biochimiste allemand.
- 27 mars : Reo Fortune (mort en 1979), anthropologue et mathématicien néo-zélandais.
- 24 avril : Siegfried Frederick Nadel (mort en 1956), anthropologue britannique.
- 15 mai :
  - Germaine Dieterlen (morte en 1999), ethnologue française.
  - Maria Reiche (morte en 1998), archéologue allemande.
- 22 mai : Yves Rocard (mort en 1992), physicien français.
- 23 mai : William Prager (mort en 1980), ingénieur et mathématicien allemand naturalisé américain.
- 12 juin[16] : Alfred Duggan (mort en 1964), archéologue, écrivain et historien britannique.
- 2 juillet : Walter Bryan Emery (mort en 1971), égyptologue anglais.
- 6 juillet : Hugo Theorell (mort en 1982), biochimiste suédois.
- 9 juillet : Louis Neltner (mort en 1985), géologue français.
- 26 juillet : Louis Balsan (mort en 1988), archéologue et spéléologue français.
- 7 août : Louis Leakey (mort en 1972), primatologue kényan.
- 27 août : Léon Malaprade, chimiste français
- 28 août : Bruno Bettelheim (mort en 1990), psychanalyste et pédagogue américain d'origine autrichienne.
- 22 septembre : Andreï Markov (mort en 1979), mathématicien, physicien et chimiste russe.
- 24 septembre : Maurice Alliot (mort en 1960), égyptologue et professeur français.
- 26 septembre : Arne Furumark (mort en 1982), archéologue suédois.
- 4 octobre : John Vincent Atanasoff (mort en 1995), physicien, mathématicien et ingénieur américain d'origine bulgare.
- 5 octobre : Marion King Hubbert (mort en 1989), géophysicien américain.
- 6 octobre : Ernest Walton (mort en 1995), physicien irlandais, prix Nobel de physique en 1951.
- 11 octobre : Kazimierz Kordylewski (mort en 1981), astronome polonais.
- 21 octobre : Llewellyn Thomas (mort en 1992), physicien et mathématicien appliqué britannique.
- 22 octobre : George Wells Beadle (mort en 1989), généticien américain, prix Nobel de physiologie ou médecine en 1958.
- 30 octobre : Richard Korherr (mort en 1989), économiste et statisticien allemand.
- 3 novembre : Maurice-Marie Janot (mort en 1978), chimiste, biologiste et pharmacologue français.
- 7 novembre : Konrad Lorenz (mort en 1989), zoologiste autrichien, Prix Nobel de physiologie ou médecine en 1973.
- 24 novembre : Gustave Le Paige (mort en 1980), jésuite, ethnologue et archéologue belge.
- 27 novembre : Lars Onsager (mort en 1976), chimiste norvégien, prix Nobel de chimie en 1968.
- 5 décembre :
  - Cyril V. Jackson (mort en 1988), astronome sud-africain.
  - Cecil Frank Powell (mort en 1969), physicien britannique, prix Nobel de physique en 1950.
- 7 décembre : Danilo Blanuša (mort en 1987), mathématicien, physicien, ingénieur croate.
- 19 décembre : George Snell (mort en 1996), biologiste américain, prix Nobel de physiologie ou médecine en 1980.
- 22 décembre : Haldan Keffer Hartline (mort en 1983), médecin et neurophysiologiste américain, prix Nobel de physiologie ou médecine en 1967.
- 30 décembre : Hermann Östrich (mort en 1973), ingénieur franco-allemand.
- Kazuo Kubokawa (mort en 1943), astronome japonais.

## Décès

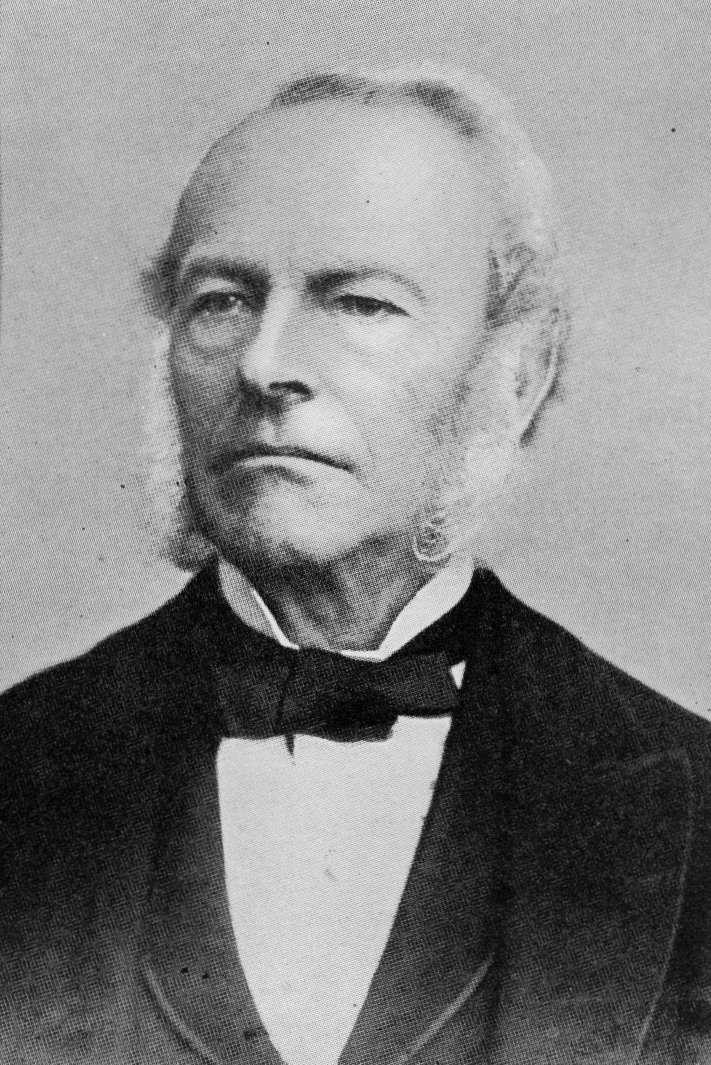
George Stokes

- 3 janvier : James Wimshurst (né en 1832), ingénieur anglais.
- 1er février : George Stokes (né en 1819), mathématicien et physicien britannique, à l’origine de la loi de la viscosité.
- 23 février : Pierre-Victorien Lottin (né en 1810), archéologue, peintre et orientaliste français.
- 1er mars : Willem Pleyte (né en 1836), égyptologue néerlandais.
- 5 mars : Eugène Anatole Demarçay (né en 1852), chimiste français.
- 10 mars : Julius Victor Carus (né en 1823), zoologiste allemand.
- 28 mars : Émile Baudot (né en 1845), ingénieur français.
- 28 avril : Willard Gibbs (né en 1839), physico-chimiste américain.
- 2 juin : Andrew Ainslie Common (né en 1841), astronome britannique.
- 19 juin : Urbain Bouriant (né en 1849), égyptologue français.
- 9 juillet : Alphonse-François Renard (né en 1842), géologue et minéralogiste belge.
- 25 juillet : Prosper-Mathieu Henry (né en 1849), opticien et astronome français.
- 2 août : Edmond Nocard (né en 1850), vétérinaire et microbiologiste français.
- 9 août :
  - Auguste Kerckhoffs (né en 1835), cryptologue militaire néerlandais.
  - Ernest Munier-Chalmas (né en 1843), géologue français.
- 24 août : Ernst Ludwig Krause (né en 1839), biologiste allemand.
- 8 septembre : Alexander Bain (né en 1818), philosophe et logicien écossais.
- 6 octobre : Frederick Bates (né en 1829), brasseur et naturaliste britannique.
- 8 novembre : Vassili Dokoutchaïev (né en 1846), géographe et géologue russe.